# Vimpelles
Vimpelles là một xã ở tỉnh Seine-et-Marne, thuộc vùng Île-de-France ở miền bắc nước Pháp.

## Dân số
Người dân ở Vimpelles được gọi là Vimpellois.
Điều tra dân số năm 1999, xã này có dân số là 438.